# Association psychanalytique internationale
Pour les articles homonymes, voir API et IPA.
L’Association psychanalytique internationale ou API (en anglais, International Psychoanalytical Association ou IPA) est l'une des principales associations professionnelles internationales de psychanalystes. Son siège est à Londres.

## Histoire
Sur une proposition de Sándor Ferenczi, Sigmund Freud qui craint que des praticiens non formés s'établissent comme psychanalystes auto-proclamés, favorise, lors du 2e congrès international de psychanalyse la création de l'Association psychanalytique internationale en 1910, à Nuremberg. Carl Gustav Jung en devient le premier président. Ainsi, l’API a été créée pour préserver la psychanalyse de dérives.

### Histoire de l'Association psychanalytique internationale
L'Association psychanalytique internationale est une association traversée par de multiples courants, et des différences notables selon les pays et leur histoire propre de l'implantation de la psychanalyse.

## Congrès internationaux
| Numéro | Année | Ville               | Président                      | Thème                                                                                |
| ------ | ----- | ------------------- | ------------------------------ | ------------------------------------------------------------------------------------ |
| 1      | 1908  | Salzbourg           |                                |                                                                                      |
| 2      | 1910  | Nuremberg           | C. G. Jung                     |                                                                                      |
| 3      | 1911  | Weimar              | C. G. Jung                     |                                                                                      |
| 4      | 1913  | Munich              | C. G. Jung                     |                                                                                      |
| 5      | 1918  | Budapest            | Karl Abraham                   |                                                                                      |
| 6      | 1920  | La Haye             | Sándor Ferenczi                |                                                                                      |
| 7      | 1922  | Berlin              | Ernest Jones                   |                                                                                      |
| 8      | 1924  | Salzbourg           | Ernest Jones                   |                                                                                      |
| 9      | 1925  | Bad Homburg         | Karl Abraham/Max Eitingon      |                                                                                      |
| 10     | 1927  | Innsbruck           | Max Eitingon                   |                                                                                      |
| 11     | 1929  | Oxford              | Max Eitingon                   |                                                                                      |
| 12     | 1932  | Wiesbaden           | Max Eitingon                   |                                                                                      |
| 13     | 1934  | Lucerne             | Ernest Jones                   |                                                                                      |
| 14     | 1936  | Marienbad           | Ernest Jones                   |                                                                                      |
| 15     | 1938  | Paris               | Ernest Jones                   |                                                                                      |
| 16     | 1949  | Zurich              | Ernest Jones                   |                                                                                      |
| 17     | 1951  | Amsterdam           | Leo Bartemeier                 |                                                                                      |
| 18     | 1953  | Londres             | Heinz Hartmann                 |                                                                                      |
| 19     | 1955  | Genève              | Heinz Hartmann                 |                                                                                      |
| 20     | 1957  | Paris               | Heinz Hartmann                 |                                                                                      |
| 21     | 1959  | Copenhague          | William H. Gillespie           |                                                                                      |
| 22     | 1961  | Édimbourg           | William H. Gillespie           |                                                                                      |
| 23     | 1963  | Stockholm           | Maxwell Gitelson               |                                                                                      |
| 24     | 1965  | Amsterdam           | William H. Gillespie/Greenacre | Psychoanalytic Treatment of the Obsessional Neurosis                                 |
| 25     | 1967  | Copenhague          | P.J. van der Leeuw             | On Acting Out and its Role in the Psychoanalytic Process                             |
| 26     | 1969  | Rome                | P.J. van der Leeuw             | New Developments in Psychoanalysis                                                   |
| 27     | 1971  | Vienne              | Leo Rangell                    | The Psychoanalytical Concept of Aggression                                           |
| 28     | 1973  | Paris               | Leo Rangell                    | Transference and Hysteria Today                                                      |
| 29     | 1975  | Londres             | Serge Lebovici                 | Changes in Psychoanalytic Practice and Experience                                    |
| 30     | 1977  | Jérusalem           | Serge Lebovici                 | Affects and the Psychoanalytic Situation                                             |
| 31     | 1979  | New York            | Edward D. Joseph               | Clinical Issues in Psychoanalysis                                                    |
| 32     | 1981  | Helsinki            | Edward D. Joseph               | Early Psychic Development as Reflected in the Psychoanalytic Process                 |
| 33     | 1983  | Madrid              | Adam Limentani                 | The Psychoanalyst at Work                                                            |
| 34     | 1985  | Hambourg            | Adam Limentani                 | Identification and its Vicissitudes                                                  |
| 35     | 1987  | Montréal            | Robert S. Wallerstein          | Analysis Terminable and Interminable – 50 Years Later                                |
| 36     | 1989  | Rome                | Robert S. Wallerstein          | Common Ground in Psychoanalysis                                                      |
| 37     | 1991  | Buenos Aires        | Joseph Sandler                 | Psychic Change                                                                       |
| 38     | 1993  | Amsterdam           | Joseph Sandler                 | The Psychoanalyst’s Mind – From Listening to Interpretation                          |
| 39     | 1995  | San Francisco       | Horacio Etchegoyen             | Psychic Reality – Its Impact on the Analyst and Patient Today                        |
| 40     | 1997  | Barcelone           | Horacio Etchegoyen             | Psychoanalysis and Sexuality                                                         |
| 41     | 1999  | Santiago            | Otto F. Kernberg               | Affect in Theory and Practice                                                        |
| 42     | 2001  | Nice                | Otto F. Kernberg               | Psychoanalysis – Method and Application                                              |
| 43     | 2004  | La Nouvelle-Orléans | Daniel Widlöcher               | Working at the Frontiers                                                             |
| 44     | 2005  | Rio de Janeiro      | Daniel Widlöcher               | Trauma: New Developments in Psychoanalysis                                           |
| 45     | 2007  | Berlin              | Cláudio Laks Eizirik           | Remembering, Repeating and Working Through in Psychoanalysis & Culture Today         |
| 46     | 2009  | Chicago             | Cláudio Laks Eizirik           | Psychoanalytic Practice - Convergences and Divergences                               |
| 47     | 2011  | Mexico              | Charles Hanly                  | Exploring Core Concepts: Sexuality, Dreams and the Unconscious                       |
| 48     | 2013  | Prague              | Charles Hanly                  | Facing the Pain: Clinical Experience and the Development of Psychoanalytic Knowledge |
| 49     | 2015  | Boston              | Stefano Bolognini              | Changing World: the shape and use of psychoanalytic tools today                      |
| 50     | 2017  | Buenos-Aires        | Stefano Bolognini              | Intimacy                                                                             |
| 51     | 2019  | Londres             | Virginia Ungar                 | The Feminine                                                                         |
| 52     | 2021  | Vancouver           | Virginia Ungar                 | The infantile: its multiple dimensions                                               |
| 53     | 2023  | Cartagena           | Harriet Wolfe                  | Mind in the Line of Fire                                                             |

Le 50e congrès de l'API s'est déroulé à Buenos Aires en 2017 sur le thème de l'intimité sous la présidence de Virginia Ungar,.

### Formation
C'est principalement sur la question de la formation des analystes que des dissensions se sont manifestées et de manière virulente entre les différentes associations, notamment à propos de l'« analyse laïque ». La formation didactique des psychanalystes n'est pas uniforme.

### Critiques
Dès la création de l'Association, le mouvement psychanalytique a connu des désaccords, des exclusions et des dissidences. Les jungiens, les adlériens, les freudo-marxistes, etc. Ces dissidences sont donc initiées par des analystes de la première génération (Adler, Wilhelm Stekel, Carl G. Jung, ou Erich Fromm qui exprime que l’association de psychanalyse serait « organisée selon des normes plutôt dictatoriales. ».
En France les analystes du Quatrième groupe, issus de l'Ecole freudienne de Paris en 1969, se sont aussi organisés hors de l'API, tout en collaborant avec les associations membres de l'API, pour des colloques ou autres activités didactiques. C'est aussi le cas pour d'autres sociétés, comme la Société de psychanalyse freudienne qui a contribué régulièrement et sur le plan scientifique, au Congrès des psychanalystes de langue française organisé par la Société psychanalytique de Paris. Il faut y ajouter des individus ayant développé leur activité analytique de façon indépendante.
L'historienne de la psychanalyse française, Élisabeth Roudinesco, note que l'API en professionnalisant la psychanalyse, est devenue « une machine à fabriquer des notables […] » et que les lacaniens regardaient leurs collègues de l'API comme « des bureaucrates qui avaient trahi la psychanalyse au profit d'une psychologie adaptative au service du capitalisme triomphant. ». Elle parle du « freudisme légitimiste de l'IPA, qu'on appelait à tort « orthodoxe ».

#### Homophobie
Élisabeth Roudinesco considère que « l'homophobie » de cette association est le « déshonneur de la psychanalyse ». Albert Le Dorze écrit : « L'Association psychanalytique internationale confirmera jusqu'à ces décennies le caractère normal de l'hétérosexualité et sera, par voie de conséquence, accusée d'homophobie ». Jusqu'en 2003, « L'Association psychanalytique internationale pratique la ségrégation des homosexuel-le-s ».

## Écoles reconnues par l’API
L’API travaille avec 72 sociétés composantes, 9 sociétés provisoires et 17 Study Groups dans 34 pays différents, et compte 12 713 membres et 5447 candidats.

### Langue française
- Société psychanalytique de Paris (SPP)
- Association psychanalytique de France (APF)
- Société suisse de psychanalyse
- Société canadienne de psychanalyse
- Société psychanalytique de Montréal (SPM)
- Société belge de psychanalyse
- Société psychanalytique de recherche et de formation (SPRF)
- Association libanaise pour le développement de la psychanalyse (ALDeP)

### Langue anglaise
- American Psychoanalytic Association
- Société britannique de psychanalyse
- Los Angeles Institute and Society for Psychoanalytic Studies
- Chicago Psychoanalytic Society
- Southern California Psychoanalytic Society
- Dallas Psychoanalytic Society
- North Carolina Psychoanalytic Society
- Société canadienne de psychanalyse
- Ottawa Psychoanalytic Society
- Australian Psychoanalytic Society

### Autres
- Deutsche Psychoanalytische Vereinigung (de)
- Deutsche Psychoanalytische Gesellschaft
- Association Italienne de Psychanalyse
- Société psychanalytique italienne
- Asociación Psichoanalítica de Buenos Aires
- Sociedade Psicanalítica do Rio de Janeiro
- Sociedade Psicanalítica de Porto Alegre
- Association psychanalytique argentine
- Association psychanalytique hongroise